# کرکان پائین
کرکان پائین (اراک)، روستایی از توابع بخش مرکزی شهرستان اراک در استان مرکزی ایران است.

## جمعیت و آمار روستا
این روستا در دهستان ساروق قرار دارد و براساس سرشماری مرکز آمار ایران در سال ۱۳۸۵، جمعیت آن ۳۳۳ نفر (۷۹خانوار) بوده‌است.روستای کرکان سفلی از رو ستاهای اراک وبخش ساروق است که در ۴۵کیلومتری اراک واقع شده‌است. نام‌های این روستا از قدیم تا به حال به ترتیب (جرجان، فرجام، کرکان) بوده‌است.